# Buciegas
Buciegas är en kommun i Spanien.   Den ligger i provinsen Provincia de Cuenca och regionen Kastilien-La Mancha, i den centrala delen av landet, 100 km öster om huvudstaden Madrid. Arean är 9,0 kvadratkilometer.
Terrängen i Buciegas är huvudsakligen platt, men västerut är den kuperad.